# Collegio di Croydon North
Croydon North è stato un collegio elettorale situato nella Grande Londra, e rappresentato alla Camera dei comuni del Parlamento del Regno Unito. Eleggeva un membro del parlamento con il sistema first-past-the-post, ossia maggioritario a turno unico; il collegio è stato abolito in occasione della revisione periodica del 2024.

## Estensione
- 1918-1950: i ward del County Borough di Croydon di North, South Norwood e Upper Norwood.
- 1950-1955: i ward del County Borough di Croydon di Bensham Manor, Norbury, Thornton Heath, Upper Norwood e West Thornton.
- 1997-2010: i ward del borgo londinese di Croydon di Bensham Manor, Beulah, Broad Green, Norbury, South Norwood, Thornton Heath, Upper Norwood, West Thornton e Whitehorse Manor.
- 2010-2024: come sopra, ad eccezione di Beulah e Whitehorse Manor, e con in più Selhurst.

## Membri del parlamento
| Elezione | Elezione      | Deputato          | Partito           |
| -------- | ------------- | ----------------- | ----------------- |
|          | 1918          | George Borwick    | Conservatore      |
| 1922     | Glyn Mason    |                   | Conservatore      |
| 1940 (S) | Henry Willink |                   | Conservatore      |
| 1948 (S) | Fred Harris   |                   | Conservatore      |
|          | 1955          | Collegio abolito  | Collegio abolito  |
|          | 1997          | Collegio ricreato | Collegio ricreato |
|          | 1997          | Malcolm Wicks     | Laburista         |
|          | 2012 (S)      | Steve Reed        | Laburista Co-Op   |
|          | 2024          | Collegio abolito  | Collegio abolito  |

## Elezioni

### Elezioni negli anni 2010
| Partito                    | Partito                                      | Candidato                  | Risultati 12 dicembre 2019 | Risultati 12 dicembre 2019 |
| Partito                    | Partito                                      | Candidato                  | Voti                       | %                          |
| -------------------------- | -------------------------------------------- | -------------------------- | -------------------------- | -------------------------- |
|                            | Laburista Co-Op                              | Steve Reed                 | 36 495                     | 65,63                      |
|                            | Conservatore                                 | Donald Ekekhomen           | 11 822                     | 21,26                      |
|                            | Lib Dem                                      | Claire Bonham              | 4 476                      | 8,05                       |
|                            | Verdi                                        | Rachel Chance              | 1 629                      | 2,93                       |
|                            | Brexit                                       | Chidi Ngwaba               | 839                        | 1,51                       |
|                            | Popoli Cristiani                             | Candace Mitchell           | 348                        | 0,63                       |
|                            |                                              |                            |                            |                            |
| Iscritti                   | Iscritti                                     | Iscritti                   | 88 466                     | 100,00                     |
| ↳ Votanti (% su iscritti)  | ↳ Votanti (% su iscritti)                    | ↳ Votanti (% su iscritti)  | 55 609                     | 62,86                      |
| ↳ Astenuti (% su iscritti) | ↳ Astenuti (% su iscritti)                   | ↳ Astenuti (% su iscritti) | 32 857                     | 37,14                      |
|                            |                                              |                            |                            |                            |
|                            | Esito: collegio confermato a Laburista Co-Op |                            |                            |                            |

| Partito                    | Partito                                      | Candidato                  | Risultati 8 giugno 2017 | Risultati 8 giugno 2017 |
| Partito                    | Partito                                      | Candidato                  | Voti                    | %                       |
| -------------------------- | -------------------------------------------- | -------------------------- | ----------------------- | ----------------------- |
|                            | Laburista Co-Op                              | Steve Reed                 | 44 213                  | 74,15                   |
|                            | Conservatore                                 | Samuel Kasumu              | 11 848                  | 19,87                   |
|                            | Lib Dem                                      | Maltby Pindar              | 1 656                   | 2,78                    |
|                            | Verdi                                        | Peter Underwood            | 983                     | 1,65                    |
|                            | UKIP                                         | Michael Swadling           | 753                     | 1,26                    |
|                            | Indipendente                                 | Lee Berks                  | 170                     | 0,29                    |
|                            |                                              |                            |                         |                         |
| Iscritti                   | Iscritti                                     | Iscritti                   | 87 423                  | 100,00                  |
| ↳ Votanti (% su iscritti)  | ↳ Votanti (% su iscritti)                    | ↳ Votanti (% su iscritti)  | 59 623                  | 68,20                   |
| ↳ Astenuti (% su iscritti) | ↳ Astenuti (% su iscritti)                   | ↳ Astenuti (% su iscritti) | 27 800                  | 31,80                   |
|                            |                                              |                            |                         |                         |
|                            | Esito: collegio confermato a Laburista Co-Op |                            |                         |                         |

| Partito                    | Partito                                      | Candidato                  | Risultati 7 maggio 2015 | Risultati 7 maggio 2015 |
| Partito                    | Partito                                      | Candidato                  | Voti                    | %                       |
| -------------------------- | -------------------------------------------- | -------------------------- | ----------------------- | ----------------------- |
|                            | Laburista Co-Op                              | Steve Reed                 | 33 513                  | 62,62                   |
|                            | Conservatore                                 | Vidhi Mohan                | 12 149                  | 22,70                   |
|                            | UKIP                                         | Winston McKenzie           | 2 899                   | 5,42                    |
|                            | Verdi                                        | Shasha Khan                | 2 515                   | 4,70                    |
|                            | Lib Dem                                      | Joanna Corbin              | 1 919                   | 3,59                    |
|                            | TUSC                                         | Glen Hart                  | 261                     | 0,49                    |
|                            | Indipendente                                 | Lee Berks                  | 141                     | 0,26                    |
|                            | Comunista                                    | Ben Stevenson              | 125                     | 0,23                    |
|                            |                                              |                            |                         |                         |
| Iscritti                   | Iscritti                                     | Iscritti                   | 85 910                  | 100,00                  |
| ↳ Votanti (% su iscritti)  | ↳ Votanti (% su iscritti)                    | ↳ Votanti (% su iscritti)  | 53 522                  | 62,30                   |
| ↳ Astenuti (% su iscritti) | ↳ Astenuti (% su iscritti)                   | ↳ Astenuti (% su iscritti) | 32 388                  | 37,70                   |
|                            |                                              |                            |                         |                         |
|                            | Esito: collegio confermato a Laburista Co-Op |                            |                         |                         |

| Partito                    | Partito                                      | Candidato                  | Risultati 29 novembre 2012 | Risultati 29 novembre 2012 |
| Partito                    | Partito                                      | Candidato                  | Voti                       | %                          |
| -------------------------- | -------------------------------------------- | -------------------------- | -------------------------- | -------------------------- |
|                            | Laburista Co-Op                              | Steve Reed                 | 15 892                     | 64,70                      |
|                            | Conservatore                                 | Andrew Stranack            | 4 137                      | 16,84                      |
|                            | UKIP                                         | Winston McKenzie           | 1 400                      | 5,70                       |
|                            | Lib Dem                                      | Marisha Ray                | 860                        | 3,50                       |
|                            | Verdi                                        | Shasha Khan                | 855                        | 3,48                       |
|                            | Respect                                      | Lee Jasper                 | 707                        | 2,88                       |
|                            | Popoli Cristiani                             | Stephen Hammond            | 192                        | 0,78                       |
|                            | Fronte Nazionale                             | Richard Edmonds            | 161                        | 0,66                       |
|                            | Comunista                                    | Ben Stevenson              | 119                        | 0,48                       |
|                            | Monster Raving Loony                         | John Cartwright            | 110                        | 0,45                       |
|                            | Nine Eleven Was An Inside Job                | Simon Lane                 | 66                         | 0,27                       |
|                            | Young People's Party                         | Robin Smith                | 63                         | 0,26                       |
|                            |                                              |                            |                            |                            |
| Iscritti                   | Iscritti                                     | Iscritti                   | 93 036                     | 100,00                     |
| ↳ Votanti (% su iscritti)  | ↳ Votanti (% su iscritti)                    | ↳ Votanti (% su iscritti)  | 24 562                     | 26,40                      |
| ↳ Astenuti (% su iscritti) | ↳ Astenuti (% su iscritti)                   | ↳ Astenuti (% su iscritti) | 68 474                     | 73,60                      |
|                            |                                              |                            |                            |                            |
|                            | Esito: collegio confermato a Laburista Co-Op |                            |                            |                            |

| Partito                    | Partito                                | Candidato                  | Risultati 6 maggio 2010 | Risultati 6 maggio 2010 |
| Partito                    | Partito                                | Candidato                  | Voti                    | %                       |
| -------------------------- | -------------------------------------- | -------------------------- | ----------------------- | ----------------------- |
|                            | Laburista                              | Malcolm Wicks              | 28 947                  | 56,02                   |
|                            | Conservatore                           | Jason Hadden               | 12 466                  | 24,12                   |
|                            | Lib Dem                                | Gerry Jerome               | 7 226                   | 13,98                   |
|                            | Verdi                                  | Shasha Khan                | 1 017                   | 1,97                    |
|                            | UKIP                                   | Jonathan Serter            | 891                     | 1,72                    |
|                            | Cristiano                              | Novlette Williams          | 586                     | 1,13                    |
|                            | Respect                                | Mohommad Shaikh            | 272                     | 0,53                    |
|                            | Comunista                              | Ben Stevenson              | 160                     | 0,31                    |
|                            | Indipendente                           | Mohamed Seyed              | 111                     | 0,21                    |
|                            |                                        |                            |                         |                         |
| Iscritti                   | Iscritti                               | Iscritti                   | 85 276                  | 100,00                  |
| ↳ Votanti (% su iscritti)  | ↳ Votanti (% su iscritti)              | ↳ Votanti (% su iscritti)  | 51 676                  | 60,60                   |
| ↳ Astenuti (% su iscritti) | ↳ Astenuti (% su iscritti)             | ↳ Astenuti (% su iscritti) | 33 600                  | 39,40                   |
|                            |                                        |                            |                         |                         |
|                            | Esito: collegio confermato a Laburista |                            |                         |                         |

### Elezioni negli anni 2000
| Partito                    | Partito                                  | Candidato                  | Risultati 5 maggio 2005 | Risultati 5 maggio 2005 |
| Partito                    | Partito                                  | Candidato                  | Voti                    | %                       |
| -------------------------- | ---------------------------------------- | -------------------------- | ----------------------- | ----------------------- |
|                            | Laburista                                | Malcolm Wicks              | 23 555                  | 53,68                   |
|                            | Conservatore                             | Tariq Ahmad                | 9 667                   | 22,03                   |
|                            | Lib Dem                                  | Adrian Gee-Turner          | 7 590                   | 17,30                   |
|                            | Verdi                                    | Shasha Khan                | 1 248                   | 2,84                    |
|                            | UKIP                                     | Henry Pearce               | 770                     | 1,75                    |
|                            | Croydon Pensions Alliance                | Peter Gibson               | 394                     | 0,90                    |
|                            | Veritas                                  | Winston McKenzie           | 324                     | 0,74                    |
|                            | Indipendente                             | Farhan Rasheed             | 197                     | 0,45                    |
|                            | The People's Choice! Exclusively For All | Michelle Chambers          | 132                     | 0,30                    |
|                            |                                          |                            |                         |                         |
| Iscritti                   | Iscritti                                 | Iscritti                   | 83 894                  | 100,00                  |
| ↳ Votanti (% su iscritti)  | ↳ Votanti (% su iscritti)                | ↳ Votanti (% su iscritti)  | 43 877                  | 52,30                   |
| ↳ Astenuti (% su iscritti) | ↳ Astenuti (% su iscritti)               | ↳ Astenuti (% su iscritti) | 40 017                  | 47,70                   |
|                            |                                          |                            |                         |                         |
|                            | Esito: collegio confermato a Laburista   |                            |                         |                         |

| Partito                    | Partito                                | Candidato                  | Risultati 7 giugno 2001 | Risultati 7 giugno 2001 |
| Partito                    | Partito                                | Candidato                  | Voti                    | %                       |
| -------------------------- | -------------------------------------- | -------------------------- | ----------------------- | ----------------------- |
|                            | Laburista                              | Malcolm Wicks              | 26 610                  | 63,54                   |
|                            | Conservatore                           | Simon Allison              | 9 752                   | 23,28                   |
|                            | Lib Dem                                | Sandra Lawman              | 4 375                   | 10,45                   |
|                            | UKIP                                   | Alan Smith                 | 606                     | 1,45                    |
|                            | Alleanza Socialista                    | Don Madgwick               | 539                     | 1,29                    |
|                            |                                        |                            |                         |                         |
| Iscritti                   | Iscritti                               | Iscritti                   | 78 675                  | 100,00                  |
| ↳ Votanti (% su iscritti)  | ↳ Votanti (% su iscritti)              | ↳ Votanti (% su iscritti)  | 41 882                  | 53,23                   |
| ↳ Astenuti (% su iscritti) | ↳ Astenuti (% su iscritti)             | ↳ Astenuti (% su iscritti) | 36 793                  | 46,77                   |
|                            |                                        |                            |                         |                         |
|                            | Esito: collegio confermato a Laburista |                            |                         |                         |

## Risultati dei referendum
|             | Collegio      | Lasciare UE % | Rimanere in UE % |
| ----------- | ------------- | ------------- | ---------------- |
|             | Croydon North | 40,9%         | 59,1%            |
|             | Inghilterra   | 53,3%         | 46,7%            |
| Regno Unito | 51,9%         | 48,1%         |                  |